# Мала Горбунова
Мала Горбуно́ва (рос. Малая Горбунова) — присілок у складі Катайського району Курганської області, Росія. Входить до складу Нікітинської сільської ради.
Населення — 8 осіб (2010, 13 у 2002).
Національний склад станом на 2002 рік: росіяни — 100 %.